# Parc de la Mémoire de Buenos Aires
Le parc de la Mémoire de Buenos Aires a été conçu en 1998 par des organisations non gouvernementales humanitaires (O.N.G.), la ville de Buenos Aires et l’université. C'est est un lieu de souvenir à la mémoire des victimes de la terreur d’État, pendant la dictature militaire de 1976 à 1983. Il a été inauguré en 2006.

## Localisation
Le parc de la mémoire est situé face à la mer, au bord du Rio de la Plata, derrière l’université de Buenos Aires, Avenida Costanera Norte Rafael Obligado 6745
L’emplacement fut choisi après les révélations du capitaine Adolfo Scilingo qui décrivit dans le détail le fonctionnement des « vols de la mort » qui consistaient à larguer dans la mer des prisonniers encore vivants. Le Rio de la Plata était donc le lieu symbolique qui s'imposait pour l'édification du parc à la mémoire des disparus.

## Caractéristiques
C'est un parc dédié à la mémoire des trente mille disparus sous la dictature. Y sont exposées des sculptures monumentales d’artistes comme Dennis Oppenheim, León Ferrari ou William Tucker... Ce parc de 14 hectares est le premier mémorial consacré, en Argentine, à la mémoire des victimes de la dictature.
Il abrite également un musée ainsi qu’un imposant Mémorial aux disparus, long mur en granit noir ou gris selon la luminosité. Sur ce mur, classés par année et par ordre alphabétique, sont gravés les noms des trente mille disparus et leurs âges : de 14 à plus de 80 ans, la majorité d'entre eux avait entre vingt et trente ans.
Le Monument aux victimes de la terreur de l’État est formé de quatre stèles disposées de telle façon qu'elles forment une coupure, blessure ouverte sur une pelouse qui finit dans le fleuve.